# Ginnastica ai Giochi della XXXIII Olimpiade - Cavallo
La finale al cavallo con maniglie ai Giochi della XXXIII Olimpiade di Parigi si è svolta al Palazzo dello Sport di Parigi-Bercy il 3 agosto 2024.

## Risultati

### Qualificazioni
A causa della regola dei passaporti "two per country", l'accesso alla finale è consentito soltanto a due atleti per nazione.
| Pos. | Ginnasta           | Nazionalità   | D. Score | E. Score | Penalità | Totale | Note |
| ---- | ------------------ | ------------- | -------- | -------- | -------- | ------ | ---- |
| 1    | Rhys McClenaghan   | Irlanda       | 6.3      | 8.900    |          | 15.200 | Q    |
| 2    | Stephen Nedoroscik | Stati Uniti   | 6.4      | 8.800    |          | 15.200 | Q    |
| 3    | Max Whitlock       | Gran Bretagna | 6.6      | 8.566    |          | 15.166 | Q    |
| 4    | Takaaki Sugino     | Giappone      | 6.5      | 8.533    |          | 15.033 | Q    |
| 5    | Oleh Vernjajev     | Ucraina       | 6.6      | 8.433    |          | 15.033 | Q    |
| 6    | Nariman Kurbanov   | Kazakistan    | 6.4      | 8.600    |          | 15.000 | Q    |
| 7    | Hur Woong          | Corea del Sud | 6.7      | 8.200    |          | 14.900 | Q    |
| 8    | Loran de Munck     | Paesi Bassi   | 6.4      | 8.366    |          | 14.766 | Q    |
| 9    | Zou Jingyuan       | Cina          | 5.9      | 8.700    |          | 14.600 | R1   |
| 10   | Nils Dunkel        | Germania      | 6.4      | 8.166    |          | 14.566 | R2   |
| 11   | Shinnosuke Oka     | Giappone      | 5.9      | 8.566    |          | 14.466 | R3   |

### Finale
| Pos.    | Ginnasta           | Nazionalità   | D. Score | E. Score | Penalità | Totale | Note |
| ------- | ------------------ | ------------- | -------- | -------- | -------- | ------ | ---- |
| Oro     | Rhys McClenaghan   | Irlanda       | 6.600    | 8.933    |          | 15.533 |      |
| Argento | Nariman Kurbanov   | Kazakistan    | 6.700    | 8.733    |          | 15.433 |      |
| Bronzo  | Stephen Nedoroscik | Stati Uniti   | 6.400    | 8.900    |          | 15.300 |      |
| 4       | Max Whitlock       | Gran Bretagna | 6.900    | 8.300    |          | 15.200 |      |
| 5       | Oleh Vernjajev     | Ucraina       | 6.600    | 8.366    |          | 14.966 |      |
| 6       | Takaaki Sugino     | Giappone      | 6.700    | 8.233    |          | 14.933 |      |
| 7       | Hur Woong          | Corea del Sud | 6.700    | 7.600    |          | 14.300 |      |
| 8       | Loran de Munck     | Paesi Bassi   | 6.500    | 7.233    |          | 13.733 |      |